# Amazing Love (filme)
Amazing Love é um filme estadunidense de 2012 dirigido por Kevin Downes, escrito Dave Christiano, Rich Christiano e Greg Mitchell e estrelado por Sean Astin.